# Прихисток невігластва
Прихисток невігластва, або притулок незнання (лат. Asylum ignorantiae) — когнітивне упередження. Поняття, поширене в філософії та ейдології, пов'язане з уникненням з'ясування сутності об'єкту оцінки. Як правило, мова йде про те, що дослідник свідомо або підсвідомо уникає глибокого розслідування спірного питання, видаючи бажане за дійсне.

## Застосування
Поняття «прихисток невігластва» часто використовують при аналізі еволюційних концепцій в біології (Ч. Дарвін, О. Любищев, В. Красилов та ін.).
Однією з найвідоміших є фраза Дарвіна, сформульована ним у передмові до першого тому «Походження людини»:
«Невігластво частіше породжує впевненість, ніж знання» 

(ориг.: «Ignorance more frequently begets confidence than does knowledge»).
Обговорюючи недоліки СТЕ (синтетичної теорії еволюції), В. Красилов зазначає: «Каркас нової теорії утворили постулати про випадковий (істинно випадковий, на відміну від умовно випадкового — „притулку невігластва“, за Дарвіном) характер мутацій, постійну швидкість мутування і поступове виникнення великих змін шляхом накопичення дрібних».
На фразі Дарвіна «Невігластво частіше породжує впевненість, ніж знання» побудовано, зокрема, гіпотезу про існування феномену, який з 1999 року відомий як ефект Джастіна Крюґера та Девіда Даннінга (Ефект Даннінга-Крюґера), які у своїй праці й посилалися на вислів Чарлза Дарвіна.
Нерідко поняття «прихисток невігластва» також використовують у жартівливому або зневажливому сенсі щодо ситуацій, коли опонент вдається до добровільної ірраціональності у своїй аргументації.